# 劉英雅
劉英雅（韓語：유영아），韓國电影编剧、電視劇編劇，或譯劉英婀。

## 作品

### 電視劇
- 2011年：tvN《Birdie Buddy》
- 2013年：KBS《漂亮男人》
- 2016年：SBS《戲子》
- 2018年：tvN 《男朋友》
- 2022年：JTBC《三十九》
- 2023年：JTBC《神聖的離婚》
- 2025年：JTBC《等待京道》

### 電影
- 2008年：《1724妓房動亂事件（朝鲜语：1724 기방난동사건）》（改編）
- 2010年：《女兒的嫁衣（朝鲜语：웨딩드레스 (2010년 영화)）》（劇本）
- 2010年：《娘家母親（朝鲜语：친정엄마 (영화)）》（改編）
- 2011年：《看不見的愛》（改編）
- 2012年：《朝韓夢之隊》（劇本）
- 2012年：《摩天樓》（改編）
- 2013年：《7號房的禮物》（改編）
- 2013年：《帕帕羅蒂》（劇本）
- 2013年：《間諜》（改編）
- 2013年：《頂級明星（朝鲜语：톱스타）》（改編）
- 2013年：《屏息》（劇本）
- 2013年：《十一點（朝鲜语：열한시）》（改編）
- 2013年：《偷心賊》（改編）
- 2014年：《尚衣院》（改編）
- 2015年：《請點讚》（劇本）
- 2016年：《國家代表2》（劇本）
- 2016年：《哥哥》（劇本）
- 2016年：《因為愛》（改編）
- 2018年：《你的婚禮（朝鲜语：너의 결혼식 (영화)）》（改編）
- 2019年：《82年生的金智英》（劇本）
- 2019年：《動物園先生》（改編）
- 2020年：短篇電影《二十八》（劇本）
- 2022年：《想見你父母》（劇本）
- 2023年：《休假》（劇本）

## 外部連結
- 刘英雅的Naver搜索结果 （页面存档备份，存于）
- 刘英雅在Naver电影上的资料 （页面存档备份，存于）